# Caterina de Lancaster
Caterina de Lancaster (Hertford, Regne d'Anglaterra, 1373 - Valladolid 1418), princesa anglesa, infanta de Castella, reina consort de Castella (1393-1406) i regent de Castella (1406-1416).

## Orígens familiars
Va néixer el 31 de març de 1373 sent la segona filla del príncep Joan de Gant, duc de Lancaster, i Constança de Castella.
Aquesta última fou filla de Pere I de Castella, últim rei de la Dinastia Borgonya al Regne de Castella. A la mort del rei castellà, Constança la seva filla, fou designada hereva del reialme però el seu oncle Enric II de Castella, germanastre de Pere I, li usurpà el tron. Des d'aquell moment el pare de Caterina, Joan de Gant, no deixà de lluitar per restituir la seva família al tron castellà.

## Tractat de Baiona
El 1398 mitjançant el Tractat de Baiona, Joan de Gant aconseguí que el rei Enric III de Castella es casés amb la seva filla Caterina, unificant així les demandes familiars. Amb aquest casament es va posar fi al conflicte dinàstic entre els descendents de Pere I i Enric II, consolidant-se així la Dinastia Trastàmara i finalment s'establí la pau entre el Regne de Castella i el Regne d'Anglaterra.

## Núpcies i descendents
El matrimoni formal entre els dos es va realitzar el 1393 a la catedral de Madrid. D'aquesta unió en nasqueren:
- la infanta Maria de Castella (1401-1458), casada el 1415 amb el seu cosí Alfons V d'Aragó
- la infanta Caterina de Castella (1403-1439), casada el 1420 amb Enric I d'Empúries
- l'infant Joan II de Castella (1405-1454), rei de Castella

## Regència, 1406-1416
A la mort d'Enric III de Castella el 25 de desembre de 1406, Caterina juntament amb el seu cunyat Ferran d'Antequera, futur rei d'Aragó, va exercir la regència del regne durant la minoria d'edat del seu fill Joan II. Fou llavors quan mantingué una relació política i d'amistat amb Leonor López de Còrdova.
Caterina va morir el 2 de juny de 1418 a Valladolid, a l'edat de 45 anys, on havia estat empresonada pel seu fill Joan II.